# Idas-Bläuling

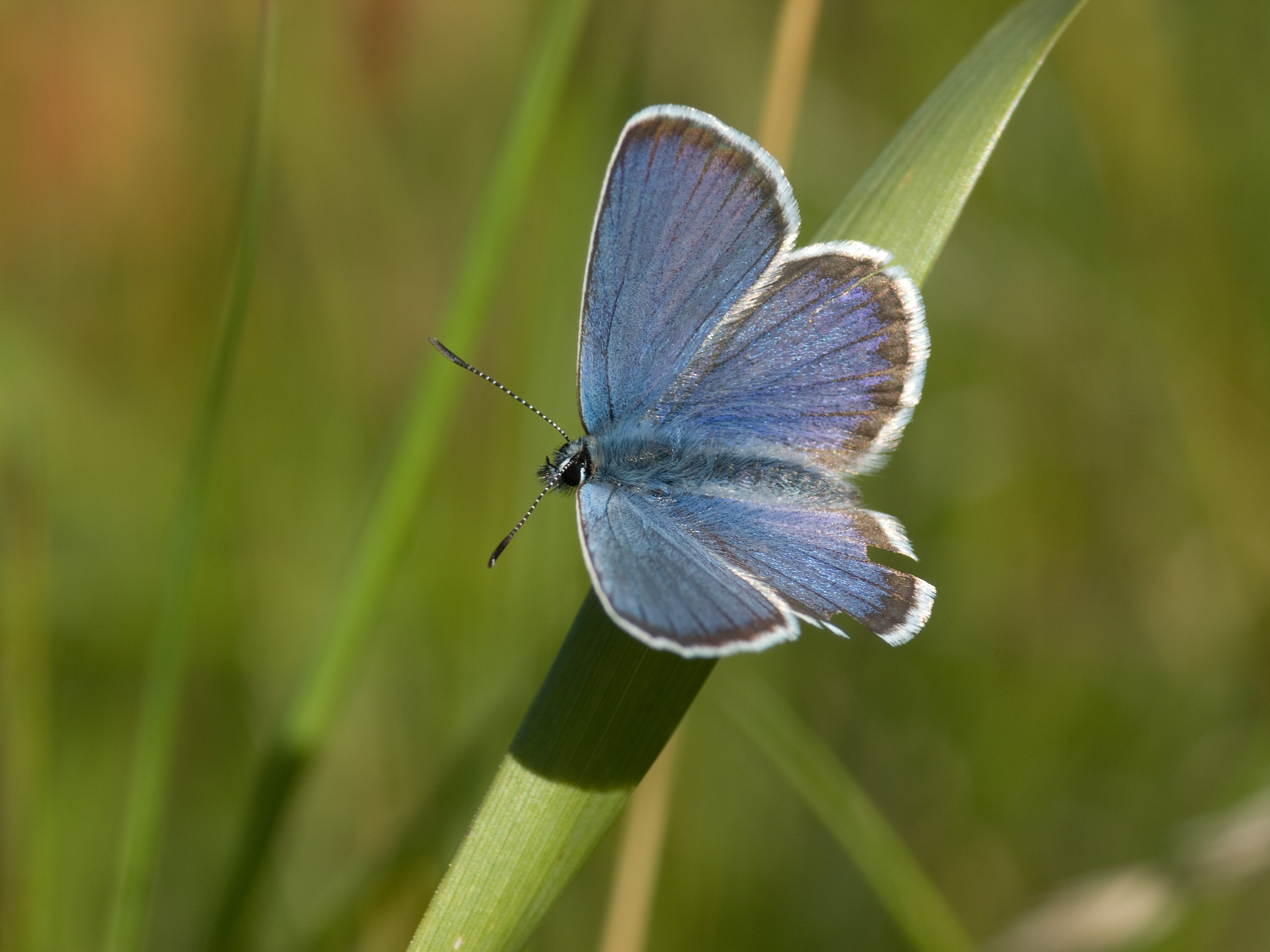
Männchen

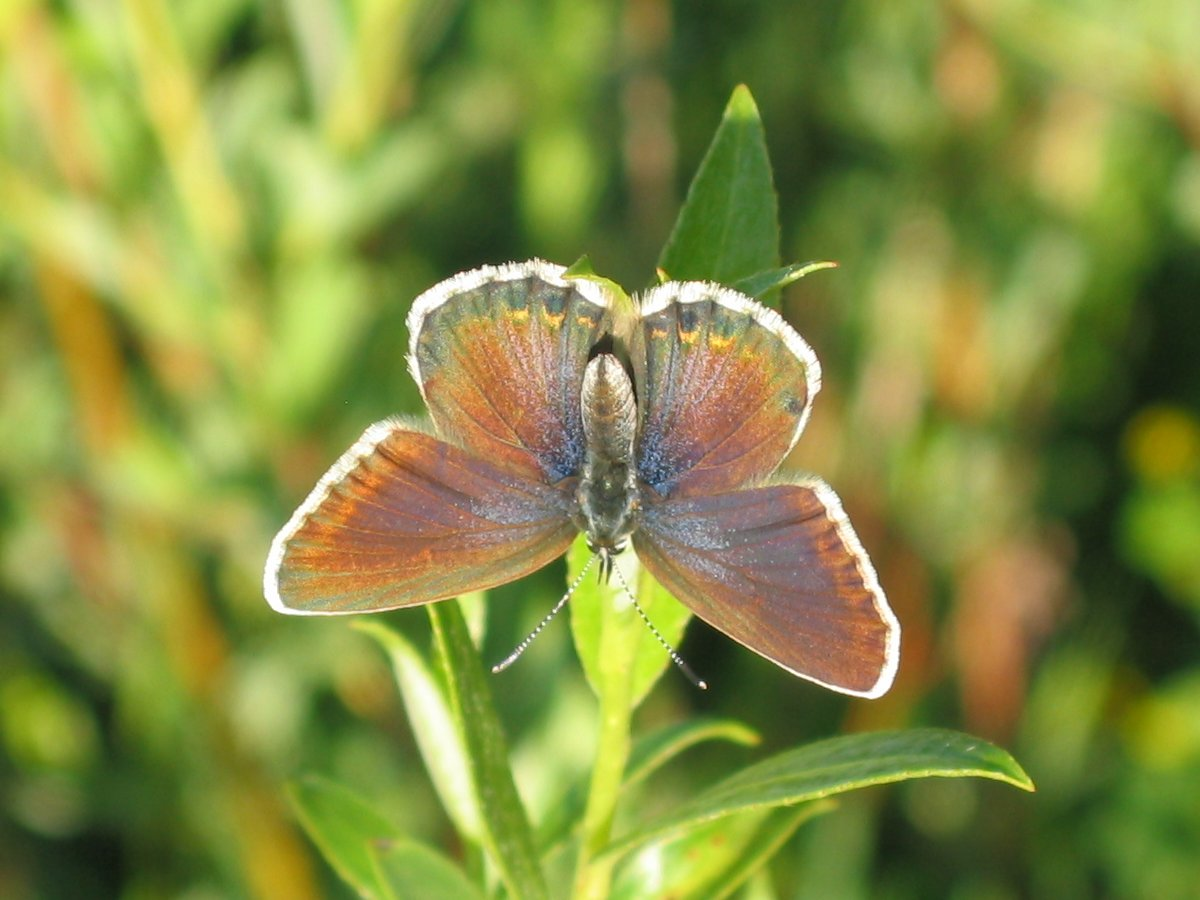
Weibchen beim abendlichen Sonnenbad

Der Idas-Bläuling (Plebejus idas oder veraltet Plebeius idas; zur Schreibweise siehe), auch Ginster-Bläuling genannt, ist ein Tagfalter aus der Familie der Bläulinge (Lycaenidae), der von Europa über den Mittleren Osten bis in das Innere Asiens und in Nordamerika weit verbreitet ist. Er gehört zur Gruppe der Silberfleck-Bläulinge, welche sich durch metallische Flecken auf der Hinterflügelunterseite auszeichnen.

## Beschreibung

### Falter
Die Nominatform Plebejus idas idas hat eine Vorderflügellänge von 14 bis 16 Millimeter. Die Oberseite der Männchen ist kräftig metallisch blau glänzend. Am Flügelrand verläuft ein schwarzes Band, das am Hinterflügelaußenrand manchmal eine Reihe schwarzer Flecke bildet. Die Oberseite der Weibchen ist dunkelbraun und manchmal blau von der Basis bestäubt. Am Flügelaußenrand, besonders auf den Hinterflügeln, seltener auf den Vorderflügeln, ist ein oranges Band wie auf der Flügelunterseite nur ohne schwarze Flecke zu sehen. Die Flügelunterseiten beider Geschlechter sind hell (Männchen hellgrau, Weibchen hellbraun) mit weißrandigen schwarzen Flecken. In der Submarginalregion verläuft ein gewelltes oranges Band das schwarze Flecke umgibt. Diese Flecke haben auf den Hinterflügeln blaumetallisch glänzende Schuppen.
Die Form P. idas f. opulentus ist unterseits kontrastreich gezeichnet und größer als die Nominatform, während f. haefelfingeri kleiner als die Nominatform ist und ihre Männchen oberseits intensiver blau gefärbt sind. Die zu haefelfingeri ähnliche kleine Form lapponicus hat Weibchen, deren braune Oberseiten oft blau bestäubt und deren orangen Flecken auf den Hinterflügel verkümmert sind.
Der Idas-Bläuling kann mit anderen Silberfleck-Bläulingen leicht verwechselt werden. Für die sichere Unterscheidung dieser Arten ist oft eine Genitaluntersuchung notwendig. Die schwarze Umrandung der Vorderflügel ist bei den Männchen meist schmaler als beim Geißklee-Bläuling (Plebejus argus). Auch fehlt dem Idas-Bläuling der kurze Dorn an der Tibia der Vorderbeine, den der Geißklee-Bläuling besitzt.

### Merkmale der Unterarten
- P. idas magnagraeca hat große Falter, die Männchen sind manchmal purpurfarben getönt mit schwarzen Adern und relativ breitem schwarzen Rand (2–3 mm). Die orangen Flecke auf den Hinterflügeln der Weibchen sind gut entwickelt, manchmal auch auf den Vorderflügeln. Die Zeichnung der Unterseite ist kräftig.
- P. idas nevadensis hat zu magnagraeca ähnliche, aber durchschnittlich kleinere Falter.
- Bei P. idas bellieri variiert der schwarze Rand bei den Männchen auf Korsika zwischen einem und zwei Millimetern und auf Sardinien zwischen zwei und drei Millimetern. Die Unterseite ist gelblich oder braungrau. Die Oberseite der Weibchen ist dunkelbraun mit starker blauer Bestäubung an der Flügelbasis.
- P. idas anna hat weißliche Flügelunterseiten mit sehr kleinen oder fehlenden orangen Flecken und kleinen schwarzen Flecken. Die Falter können im Feld oft nicht von anderen P. idas-Unterarten unterschieden werden.
- P. idas lotis ähnelt P. idas anna, allerdings sind die kleinen orangen Flecke immer vorhanden.
- P. idas atrapraetextus ähnelt Plebejus melissa, hat aber eine bläulich weiße Flügelunterseite und die orange Flecke sind etwas kleiner.
- P. idas scudderi hat kleine orange Flecke, aber die schwarzen Flecke haben die normale Größe. In Alaska sind die Oberseiten der Weibchen oft stärker blau bestäubt.
- P. idas empetri ähnelt scudderi mit dem Unterschied, dass die Flecke auf der Unterseite groß und schwarz sind.

### Präimaginalstadien
Das Ei ist weißlich-grün. Die samtartig behaarte Raupe hat einen schwarzen Kopf, ist meist grün oder rotbraun und selten grau. Auf dem Rücken verläuft ein dunkelbrauner oder roter Strich mit hellem Saum; an den Seiten je ein rotbrauner Stigmenstreifen. Zwischen den Streifen an den Seiten sind weiße Schrägstreifen. Die Gürtelpuppe ist anfangs grün und wird später hellbraun mit rotbraunen Flecken am Kopf und den Segmenteinschnitten.

### Ähnliche Arten

Vergleich der Vorderbeine von P. idas und P. argus.

- Der Kronwicken-Bläuling (Plebejus argyrognomon) kommt in Europa und Asien vor und kann nur durch eine Genitaluntersuchung vom Idas-Bläuling unterschieden werden.
- Der Geißklee-Bläuling (Plebejus argus) kommt in Europa vor und hat einen kleinen Dorn an der Tibia der Vorderbeine, der fast nur mit einer Lupe erkennbar ist.[3]
- Plebejus melissa kommt in Nordamerika vor. Das orange Band auf der Unterseite ist durchgängig im Gegensatz zu den dort vorkommenden Plebejus idas-Unterarten, bei denen dies meist in einzelne Flecken aufgebrochen ist. Eine eindeutige Diagnose ist durch eine Genitaluntersuchung möglich, nicht jedoch durch eine genetische Untersuchung, da beide Arten noch zu nahe verwandt sind.[5][6]

## Lebensraum und Verbreitung
Die Lebensräume des Idas-Bläulings in Europa sind basische Magerrasen (Kalkgebiete) und saure Magerrasen (Heidegebiete). In Nordamerika kommt er in Waldlichtungen, auf Wiesen und in der Tundra vor.
Plebejus idas ist von Europa über den Mittleren Osten bis das Innere Asiens und in Nordamerika weit verbreitet. In Spanien ist der Falter nur gebietsweise vertreten (Sierra Nevada, Montes Universales, Soria, Burgos, Kantabrisches Gebirge, Pyrenäen und Katalonien). Flächendeckend findet man ihn ab Frankreich, westwärts bis in den Norden Skandinaviens und im Süden bis Mittelitalien und auf dem Balkan bis in den Norden Griechenlands. Größere Lücken gibt es in Nordostfrankreich, Benelux und Deutschland. Die Art fehlt auf den Britischen Inseln und den Mittelmeerinseln mit Ausnahme von Sardinien und Korsika. Die Höhenverbreitung reicht in Europa von 200 bis 2100 Meter. Die Form lapponicus kommt in Nordskandinavien vor. In den Alpen und Pyrenäen fliegt unter 1000 Meter Höhe f. opulentus. Zwischen 1000 und 1500 Meter fliegt in beiden Gebirgen f. alpinus, der eine Übergangsform zu f. haefelfingeri darstellt, die nur in den Zentralalpen vorkommt.
In Nordamerika kommt Plebejus idas von Alaska über das südliche Kanada (südlich der Hudson Bay) und westlich bis nach Neufundland vor. Die südliche Verbreitung endet nördlich der Großen Seen, nur in den Rocky Mountains und in Kalifornien tritt die Art weiter südlich auf.
P. idas calliopis kommt in Frankreich in den Departments Alpes-de-Haute-Provence und Hautes-Alpes auf 500–1000 Meter vor. P. idas magnagraeca ist in Mazedonien, Bulgarien, Nord- und Mittelgriechenland weit verbreitet, aber immer nur lokal und in Höhenlagen von 500 bis 1800 Metern. Die Unterart fliegt in einer Generation von Juni bis Juli zwischen Gebüschen auf blumenreichen, freien Grasflächen oder in lichten Wäldern. In höheren Lagen über 1500 Meter sind die Lebensräume trockene Hänge auf sauren oder kalkigen Böden. Die Unterart nevadensis ist aus der spanischen Sierra Nevada beschrieben, wo sie ab 1800 Meter Höhe vorkommt. P. idas bellieri kommt auf Korsika von Meereshöhe bis auf 1400 Meter vor. Auf Sardinien lebt die Unterart im Monte Limbara und im Gennargentu auf Höhen zwischen 500 und 1000 Meter. Die Falter leben auf freien Flächen der Macchie oder der Wälder.
P. idas anna kommt von der kalifornischen Sierra Nevada bis ins südwestliche British Columbia in Kanada vor. Die wahrscheinlich ausgestorbene Unterart P. idas lotis, kommt nur in Mendocino County, Kalifornien, und in den Bezirken Sonoma und Marin vor. Die Verbreitung von P. idas atrapraetextus reicht von Montana bis ins südliche Alberta und südostwärts bis Colorado. P. idas scudderi ist vom zentralen und südöstlichen British Columbia nach Norden bis Alaska und nach Osten bis Neufundland zu finden und P. idas empetri kommt in Nova Scotia und auf der Prince Edward Island vor.

## Lebensweise

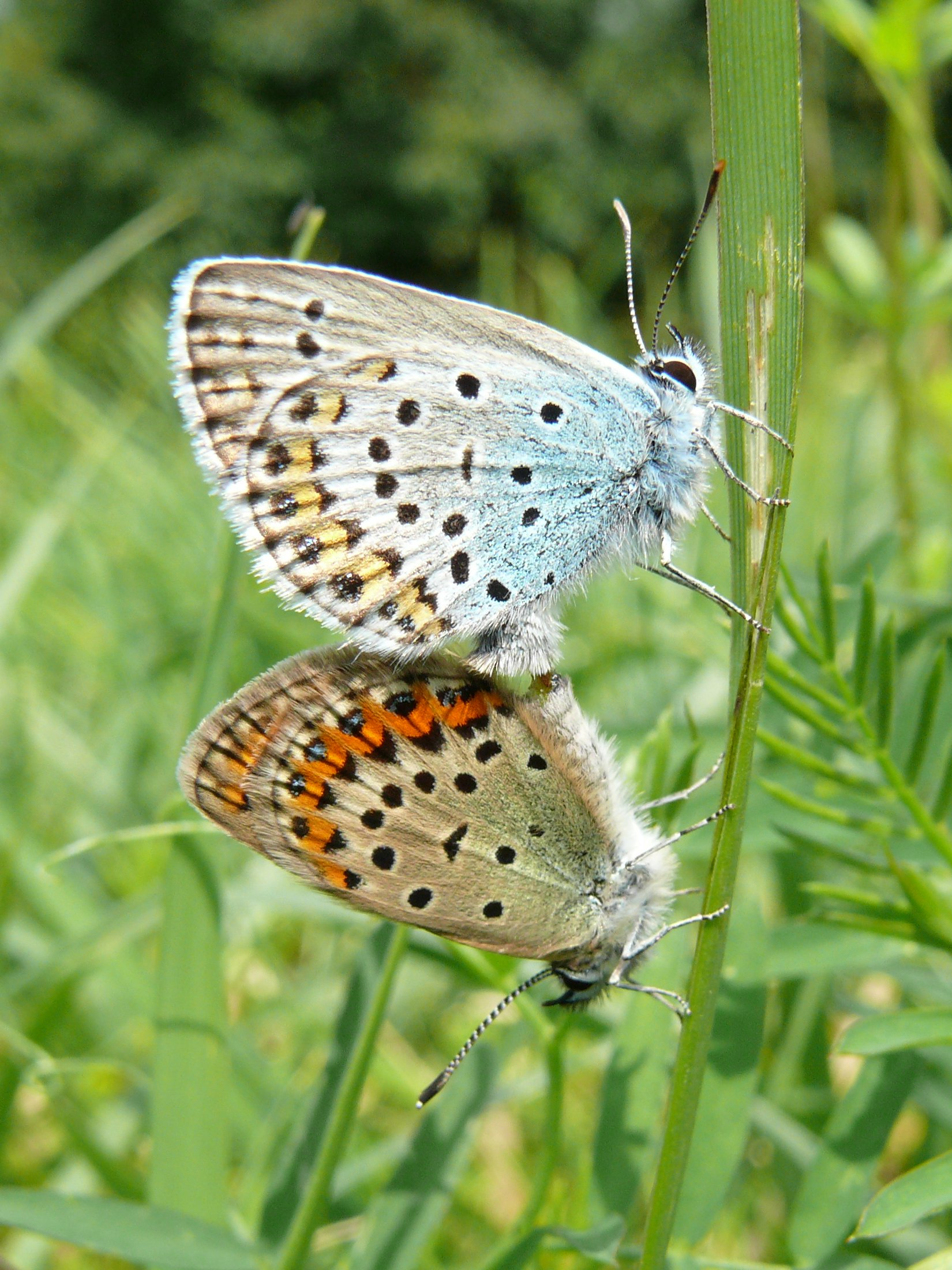
Paarung, oben ♂, unten ♀

### Falter
Die Falter beider Geschlechter saugen Nektar an Blüten, die Männchen saugen auch oft an feuchten Stellen am Boden. Die Männchen patrouillieren häufig in ihrem Revier und werden von blauen Schmetterlingen angezogen. Wenn sie jedoch nach Weibchen suchen, schauen sie nach Faltern mit geschlossenen Flügen, die kopfüber ruhen, und damit die hellen Flügelunterseiten mit den orangen Flecken zeigen. Von Faltern, die mit dem Kopf nach oben mit geschlossenen Flügeln ruhen, werden sie weit schwächer angelockt. Die Männchen können die Weibchen visuell von denen ähnlicher Arten, wie etwa Plebejus melissa, unterscheiden. Gezeigt wurde dies mit Papierattrappen, die P. idas-Weibchen nachempfunden wurden und toten, aber echten P. melissa Weibchen. Wenn das Männchen ein passendes paarungswilliges Weibchen gefunden hat, stößt es das passive Weibchen mit seinen Flügeln an und landet anschließend neben ihm und schlägt schnell mit seinen Flügel. Danach beginnt die Paarung. Unempfängliche oder schon begattete Weibchen versuchen zu fliehen oder sie schlagen schnell mit den Flügeln und biegen ihren Hinterleib (Abdomen) nach oben, sodass keine Kopulation stattfinden kann. Die Weibchen legen etwa 90 bis 130 Eier einzeln an den Raupennahrungspflanzen ab.

#### Flugzeit
Der Idas-Bläuling ist in Europa von Mitte Juni bis Mitte August zu finden. Im Süden gibt es in günstigen, warmen Jahren eine zweite Generation. In der Oberrheinebene fliegt er von Anfang Juni bis Anfang oder Mitte Juli in der ersten Generation und von Anfang August in der zweiten Generation. Diese fliegt in manchen Jahren bis Ende September. In Sachsen fliegt er von Mitte Juni bis in den September in zwei Generationen, wobei nicht klar ist, ob es jedes Jahr zwei Generationen gibt. Die Unterart P. idas calliopis fliegt in den französischen Alpen in einer Generation von Juli bis August. P. idas bellieri fliegt auf Korsika und Sardinien in einer Generation von Ende Juni bis Juli.
In Nordamerika fliegen die Falter von Ende Juli bis Mitte August im Gebiet von Neufundland bis Labrador. Im restlichen Verbreitungsgebiet fliegen sie von Ende Juni bis Mitte August in einer Generation.

### Raupen
Die Raupen des Idas-Bläulings schlüpfen nach der Überwinterung der Eier im Frühjahr. Die Raupen sind ausgeprägt myrmekophil. Daher findet man um sie herum oft eine Ameisengarde. Die Verpuppung findet im Ameisennest statt. P. idas magnagraeca verpuppt sich zwischen Falllaub oder an Blättern der Nahrungspflanzen.
Als Wirtsameisen wurden Schwarze Wegameise (Lasius niger), Aschgraue Sklavenameise (Formica cinerea), Formica selsyi, Große Kerbameise (Formica exsecta), Formica lemani, Furchenlippige Kerbameise (Formica pressilabris), Starkbeborstete Gebirgswaldameise (Formica lugubris), Rotrückige Sklavenameise (Formica cunicularia) und Formica lefrancoisi festgestellt. Bei P. idas magnagraeca findet die Symbiose mit Formica pratensis statt.

#### Nahrungspflanzen der Raupen
Die Raupen fressen Leguminosen und Heidekrautgewächse. Für Plebejus idas idas sind als Nahrungspflanzen nachgewiesen: Besenginster (Sarothamnus scoparius), Behaarter Ginster (Genista pilosa), Gewöhnlicher Hornklee (Lotus corniculatus), Weißer Steinklee (Melilotus albus), Echter Wundklee (Anthyllis vulneraria), Besenheide (Calluna vulgaris). Die einzige noch erhaltene Population in Baden-Württemberg ernährt sich ausschließlich von Besenginster, wobei die Weibchen lückige bis sehr lückige Besenginster-Bestände auf entkalkten Sandflächen für die Eiablage bevorzugen. Die Nahrungspflanzen der Raupen von P. idas magnagraeca sind im Vernon-Gebirge Genista depressa und in den Rhodopen Cytisus villosus. P. idas calliopis ernährt sich von Sanddorn (Hippophae rhamnoides) und ist eng an dessen Vorkommen gebunden.
In Nordamerika gab es von Nova Scotia bis Neufundland Nachweise der Nahrungspflanzen Alpen-Tragant (Astragalus alpinus), Astragalus whitneyi (mit Unterart siskiyouensis), Lathyrus torreyi, Lathyrus polyphyllus, Lupinus parviflorus, Lotus oblongifolius var. nevadensis, Vicia exigua und Schwarze Krähenbeere (Empetrum nigrum). Von Nova Scotia bis Minnesota ist Sumpfporst (Ledum palustre ssp. decumbens), Kalmia polifolia und Vaccinium cespitosum beschrieben.

## Systematik
Die Art wurde von Linné 1761 als Papilio plebejus idas in der Fauna Suecica anhand eines Tieres aus Südschweden erstbeschrieben. Die von Boisduval 1836 unter calliopis beschriebene Art ist heute die gleichnamige Unterart.
P. idas wurde oft mit Plebejus argyrognomon verwechselt und unter diesem Namen beschrieben. So etwa ist der von Vladimir Nabokov 1949 beschriebene P. argyrognomon nach heutiger Nomenklatur P. idas. Die häufigen Verwechslungen führte zu einer verwirrenden Nomenklatur und erschwert besonders Aussagen über ehemalige Vorkommen, wenn die Belegexemplare nicht mehr genitalisiert werden können (Genitaluntersuchung).

### Unterarten und Formen
Aufgrund lokaler und regionaler Unterschiede wurden viele Unterarten und Formen beschrieben. Der genaue Status ist bei vielen nicht abschließend geklärt. Es könnten unter den Taxa auch Arten (bonae species) dabei sein, wie etwa bei P. idas calliopis, der eine vollkommen andere Raupennahrungspflanze hat.
Europa:
Formen:
- P. idas opulentus Verity
- P. idas alpinus Berce
- P. idas haefelfingeri Beuret, 1935
- P. idas lapponicus Gerhard, 1853

Unterarten:
- P. idas calliopis Boisduval, 1832
- P. idas magnagraeca Verity, 1925
- P. idas nevadensis Oberthür, 1910
- P. idas bellieri Oberthür, 1910

Nordamerika:
Unterarten:
- P. idas anna (Edwards, 1861) wird meist als eigene Art betrachtet (Plebejus anna, engl. Anna’s Blue).
- P. idas lotis (Lintner, 1897)
- P. idas atrapraetextus (Field, 1939)
- P. idas scudderi (Edwards, 1861)
- P. idas empetri (Freeman, 1938)

## Gefährdung
In Deutschland wird der Idas-Bläuling mit der Kategorie 2 (stark gefährdet) in der Roten Liste gefährdeter Arten geführt (Bayern und Sachsen-Anhalt Rote Liste Kategorie 2, Baden-Württemberg und Niedersachsen Rote Liste Kategorie 1 (vom Aussterben bedroht)). Das Red Data Book of European Butterflies bewertet den Bestand des Idas-Bläulings in Europa über 25 Jahre (1974–1999) als stabil.
In Baden-Württemberg kommt der Idas-Bläuling nur noch in der Umgebung von Karlsruhe vor, weiter nördliche gelegene Vorkommen (bis Mannheim) sind erloschen, ebenso kleine Vorkommen im unteren Illertal und am östlichen Bodensee. Der Rückgang ist auf den Verlust von sandigen Flächen mit Besenginsterbewuchs zurückzuführen, auf denen der Besenginster entfernt und mit Kiefern aufgeforstet wurde. In Oberbayern kommt die Art sehr lokal auf Flussschotterhalden und nährstoffarmen Brachen im Alpenraum und Alpenvorland vor. Nur auf der Münchner Schotterebene ist sie häufig anzutreffen. In Sachsen lebt der Idas-Bläuling auf Heideflächen im Flachland und kommt aktuell nur in Nordwestsachsen, im Elbtal und der Oberlausitz vor. Historische Funde sind aus dem Raum Chemnitz und aus Südwestsachsen bekannt. Meldungen aus Schneeberg im Vogtland wurden zwischenzeitlich als Plebejus argus identifiziert. Die Art ist durch Sukzession auf den Heideflächen und Aufforstung gefährdet.
Der in den Kalifornien vorkommende Plebejus idas lotis (syn. Lycaeides idas lotis, Lycaeides argyrognomon lotis, Plebejus anna lotis) – allgemein bekannt als lotis blue butterfly – steht seit 1976 auf der Liste der gefährdeten Arten, gilt aber als ausgestorben, da er seit 1994 nicht mehr in freier Wildbahn gesehen wurde. Trivia: Eine Figur in Margaret Atwoods MaddAddam-Buch-Trilogie ist nach dem Lotis Blue benannt.

## Belege